# Enipeus Vallis
Enipeus Vallis é um vale no quadrângulo de Arcadia em Marte. Sua localização é centrada a  377° latitude norte e 93.17° longitude oeste.  Sua extensão é de 357 km e recebeu o nome clássico de um rio.